# Ош Жер
«Футболь Клаб Ош Жер» (фр. Football club Auch Gers) — французский регбийный клуб из города Ош, выступающий во третьей по силе лиге страны, Федераль 1. На протяжении последних сезонов клуб попеременно выступал в высшей лиге, Топ 14, и втором дивизионе. Команда, основанная в 1891 году, выступает на арене «Стад дю Мулья», способной принять 7 тысяч болельщиков. Традиционные цвета «Ош Жера» — красный и белый.
В 2001 году клуб стал финалистом Шалёнж Ив дю Мануа и в решающем матче уступил «Монферрану». В сезоне 2002/03 клуб вышел в полуфинал второй лиги, но проиграли «Монпелье». В следующем сезоне регбисты дошли до финала, где обыграли «Байонну» и вышли в элитный дивизион. В сезоне 2005/06 клуб выбыл из числа сильнейших.
Одним из главных международных трофеев «Ош Жера» является Европейский щит, разыгрываемый среди клубов, проигравших в первом раунде Европейского кубка вызова. В финале французские регбисты выиграли у англичан из «Вустера».

## Достижения
- Шалёнж Ив дю Мануа
  - Финалист: 2001
- Про Д2
  - Победитель: 2004, 2007
- Европейский щит
  - Победитель: 2005

## Финальные матчи

### Шалёнж Ив дю Мануа
| Дата | Победитель | Финалист | Счёт  | Стадион |
| 2001 | Монферран  | Ош       | 34-24 | Франция |

### Про Д2
| Дата | Победитель | Финалист       | Счёт | Стадион |
| 2004 | Ош         | Авирон Байонне | 26-9 | Франция |

### Европейский щит
| Дата           | Победитель | Финалист        | Счёт  | Стадион                   |
| 21 мая 2005 г. | Ош         | Вустер Уорриорз | 23-10 | «Кассам Стэдиум», Оксфорд |

## Состав
Сезон 2012/13.

## Известные игроки
- Мамука Маграквелидзе
- Рафаэль Бастид
- Хавьер Салазар[исп.]
- Дэвид Спайсер
- Лучано Оркера
- Рубен Спашук
- Каионго Тупоу
- Сакиуса Матадиго
- Фабьен Барселла
- Антуан Баттю
- Франк Монтанелла
- Антраник Тороссян[фр.]
- Фредерик Тороссян[фр.]
- Жак Фуру
- Роман Шустер